# Viski
Víski (angleško na Škotskem whisky, na Irskem whiskey; irsko uisce beatha) je žgana pijača iz ječmena in drugih vrst žit, ki ima korenine na Škotskem in Irskem.

## Zgodovina
Kdaj natančno so začeli kuhati viski, ni popolnoma znano. Že v 5. stoletju naj bi menihi na Irskem in na Škotskem začeli z destilacijo različnih zelišč, od koder do destilacije žita ni več daleč.
Prvi recept za »vodo življenja« kot so poimenovali močno pijačo, nekakšno predhodnico viskija, izvira iz leta 1494, recept pa je kmalu našel pot v Severno Ameriko, kjer se je pridobivanje te pijače nadaljevalo.
Na Irskem je viski v današnji obliki dobil uradni patent leta 1643, na Škotskem pa leto kasneje, vendar je zaradi velikih težav, povezanih z njim, postal prepovedan na Irskem leta 1661 in na Škotskem leta 1707. Prepoved izdelave in prometa s to opojno pijačo pa je le vodila v širjenje ilegalne trgovine.
V ZDA je prva žganjarna začela obratovati leta 1794.
V začetku 19. stoletja so tako na Irskem kot na Škotskem omilili zakon in dovolili nadaljevanje proizvodnje viskija.

## Etimologija izraza
Whisky (ali whiskey) izhaja iz gelskega izraza uisge/uisce beatha, kar pomeni »voda življenja«.
- Izraz whisky uporabljajo destilarne na Škotskem, v Walesu, Kanadi in na Japonskem
- Izraz whiskey pa je uporabljen za pijače, destilirane na Irskem. V ZDA je od leta 1968 kot uradno črkovanje predpisan »whisky«, čeprav je zaradi tradicije (npr. Tennessee whiskey) tolerirana uporaba črke e.

Mednarodno pravo zadržuje pravice izraza Scotch whisky za viskije, izdelane na Škotskem. Pijače, izdelane v drugih državah, ne smejo v imenu uporabljati izrazov Scots, Scotch, Scotland ali Scottish. Podobne konvencije obstajajo za irski whiskey, kanadski whisky in bourbon whiskey.
Splošna uporaba okrajšanega izraza Scotch v Severni Ameriki in delu Evrope, s katerim gost v restavraciji naroči viski, dejansko pomeni škotski viski.

## Nadzor države
Do leta 1880 je bil med ljudmi razširjen »mlad« viski, destilat, ki ga žganjarna pred prodajo ni starala v sodih. Tak viski so takoj natočili v lesene sode in jih nato prodajali trgovcem in gostilničarjem, ki so pijačo sami po potrebi polnili v steklenice. 
Leta 1915 pa je britanska vlada ustanovila posebno vladno službo, ki naj bi nadzorovala proces proizvodnje viskija in nadzirala, da je viski preden so ga začeli prodajati pod tem imenom, v sodih odležal najmanj tri leta. Namesto kakršnih koli starih sodov so morale žganjarne po novem uporabljati le sode najboljše kakovosti. Pred tem se je namreč pogosto dogajalo, da so za zorenje in staranje viskija uporabljali sode, v katerih so pred tem shranjevali slanike, njihov vonj in priokus pa je, seveda, slabo vplival na pijačo.
Škotske destilarne, ki so prav tako padle pod nadzor te službe, so največkrat za staranje izbrale sode iz francoskega ali ameriškega hrasta, v katerih je pred tem zorel španski sherry in ameriški bourbon. Razlog za to odločitev je bila nizka cena teh sodov, saj je bilo za prodajalce sherryja ali bourbona ceneje, če so jih prodali v pristaniščih, večinoma v Angliji, kakor da bi jih ponovno vozili domov.

## Sodi
Ti sodi so se izkazali za odlično izbiro. Številne lastnosti sodov (uporabljena vrsta hrasta, način izdelave sodov ter usedline sherryja ali bourbona) so namreč zelo pozitivno vplivale na kakovost viskija.
Večino vrst viskija so pred polnitvijo v hrastove sode pomešali z vodo. Čisti destilat namreč sprva vsebuje do 70 odstotkov alkohola. Že pred polnitvijo v sode ta delež z dodajanjem vode zmanjšajo na 63 odstotkov, pred polnitvijo v steklenice pa viski običajno še bolj razredčijo. Tako v Evropski uniji danes pijejo viski s 40 odstotki alkohola, v države zunaj Evropske unije pa izvažajo nekoliko močnejšega, s 43 odstotki alkohola.
V zadnjem času nekatere žganjarne uporabljajo tudi druge vrste sodov, na primer take, v katerih so bili shranjeni brandy, rum ali porto. Njihova uporaba naj bi viskiju namreč dajala žlahtnejši okus. Viski iz sodov, v katerih je bil bourbon, naj bi imel nežnejši in blažji okus kot tisti, ki so ga hranili v sodih za sherry. Kadar pa so hoteli dobiti še boljši okus, so s tako pijačo še za šest mesecev ali eno leto napolni sod z brandyjem.
Viski v sodih izhlapeva in ga je vsako leto za dva do pet odstotkov manj. Odstotek, ki izhlapi, je odvisen od vlažnosti zraka v kleti, v kateri so shranjeni polni sodi. Mnogi prav tako menijo, da na okus viskija vpliva okolica, v kateri je destilarna. Tako naj bi imel viski iz kleti blizu morske obale rahlo slan okus.

### Izdelava sodov
Les za sode nažagajo na ozke deske, ki jih nekaj let sušijo na zraku, da izgubi večji del svojih grenkobnih sestavin. Nato deske namočijo v vodo, da se les zmehča in se iz njega izločijo še dodatni tanini. Sodar nato vzame v roke vsako desko posebej in jo nad ognjem zakrivi v obliko, primerno velikosti in obliki soda, ki ga dela. Tisto stran deske, ki bo prišla v stik s pijačo, na ognju »opraži«, od časa »praženja« pa je odvisen okus viskija.

## Proizvodnja
Proizvodnja viskija je zelo zapletena in zahteva zelo veliko časa. Zrel ječmen je treba požeti in ga za nekaj dni namočiti v studenčnici. Za tem ga je treba razgrniti po veliki ravni površini sušilnice ter ga tudi do deset dni vsak dan obračati, da začne kliti. 
Iz vlažnih ječmenovih kalčkov se nato na tleh sladarnice pripravi slad. Postopek pridobivanja slada za škotski viski temelji na izbiri šote, ki jo v destilarnah kurijo pod tlemi lesenih sušilnic. Dim tleče šote da namreč ječmenu in kasneje viskiju neponovljiv okus po šoti. Pri izdelavi irskega viskija kurijo pod tlemi sladarnice z antracitom ali najkakovostnejšim črnim premogom, zaradi česar irski viski nima šotnega priokusa. Ječmen je treba nato očistiti in zmleti v zdrobasto moko, s katero se napolni velik sod z dodano vročo vodo. Pri tem se škrob v sladu spremeni v sladkor, ki ga je treba izločiti. Postopek je treba večkrat ponoviti, tako da na koncu ostane sladka tekočina, ki jo Škoti imenujejo wort.
Tekočino nato natočijo v lesen čeber in pustijo dva dni, da začne vreti. Podobne postopke so že v 6. stoletju poznali izdelovalci piva.
Od tod naprej pa se postopek pridelave viskija loči od tistega za pivo. Tekočina, ki že vsebuje od pet do devet odstotkov alkohola, se imenuje wash. Z njo v žganjarnah napolnijo zaprt kotel, ki ga segrevajo s premogom. Iz pokrova kotla izhaja dolga zakrivljena bakrena cev, ki se ohlaja v sodu z mrzlo vodo. Zaradi segrevanja se para dviguje v cev, kjer se kondenzira ter po cevi kaplja v posebno posodo.
Po tej prvi destilaciji dobijo tekočino, imenovano low wines z 20 do 25 odstotki alkohola. Za prečiščenje in koncentracijo alkohola ter aromatičnih primesi to tekočino nato ponovno destilirajo. Z večjim številom destilacij, mešanjem s tekočinami prejšnih destilacij in odstranjevanjem nečistih primesi nastane viski. 
Preizkus stopnje alkohola so včasih delali na zanimiv način. Nekaj tekočine so pomešali s smodnikom in jo prižgali. Če je zmes rahlo počila, je pomenilo, da je destilat premočan. Če pa je gorela z enakomernim plamenom, je imel destilat pravi delež alkohola, ki je pri malt whiskyju med 40 in 60 odstotki.
Brezbarvni viski se nato napolni v sode, kjer se začne proces staranja.

## Staranje
Večino viskijev starajo med osem in petnajst let, sicer pa so običajne starostne meje, ki so skoraj vedno označene na nalepki, osem, deset, dvanajst, štirinajst in petnajst let. Kadar steklenice viskija ne polnijo samo iz enega soda, kar je razvidno iz nalepke, temveč iz več sodov, imajo ti večinoma enako letnico staranja. Kadar pa so te letnice vendarle različne, je na nalepki navedena letnica najmlajšega staranja viskija. Zanimivo je, da viski z leti ni nujno zmeraj boljši. Nekatere redke vrste starih in dragih viskijev so z leti resda boljše, a so bolj izjema kot pravilo.

## Malt in blended whisky
Pred letom 1853 so na Škotskem izdelovali skoraj izključno malt whisky (slov. sladni viski, tudi sladnik), sredi 19. stoletja pa je trgovska družba Usher & Co. poslala na trg prvi tako imenovani blended whisky in tako naznanila nove čase v proizvodnji te pijače. Po definiciji je blended whisky mešanica malt in grain whiskyja.
Malt whisky delajo izključno iz ječmena in sestavlja od 20 do 50 odstotkov blended whiskyja, preostanek je grain whisky, ki ga v nepretrganem postopku žganjekuhe delajo iz ječmena in drugih vrst žitaric (koruze, pšenice, ...). Grain whisky nastaja v posebni napravi za destilacijo, ki so jo izumili leta 1830 in ki je v nenehnem pogonu - ni je treba po vsaki polnitvi očistiti in ponovno napolniti, kakor je v navadi pri proizvodnji malt whiskyja. Grain whisky je zelo lahek in bolj »praznega« okusa ter kot tak za pitje skoraj neprimeren. Zato so ga začeli dodajati okusnejšim vrstam viskija in iz mešanice ustvarili nov viski, blended.

### Blended whisky
Proizvajalci blended viskijev se običajno odločijo za mešanje različnih vrst viskija: za okus dodajo viski iz goratih predelov Škotske, za dober vonj naj bi poskrbel viski s škotskih otokov, za večjo polnost pa naj bi poskrbel viski iz ravninskih predelov. Vrste blended so včasih sestavljene tudi iz petdesetih vrst malt whiskyjev. Vsi proizvajalci imajo svoje lastne recepte za to, kdaj bodo dodali odstotek nekega viskija, ali koliko časa ga bodo pustili v sodih. To, da se natančno držijo recepta, je zelo pomembno, saj mora biti okus viskija zmeraj enak, da ga kupci spoznajo, še preden si ga natočijo v kozarec.
Preprosta izdelava, lažji okus in stalna kakovost so privabljali potrošnike vse do leta 1980, ko se je v ZDA prvič zmanjšala poraba vrst blended in se je povečala poraba malt whiskyja. To je bilo za proizvajalce pomembno opozorilo in je nakazovalo spremenjen okus ljudi.

## Single malt
Single malt whisky mora prihajati samo iz ene žganjarne, pri njegovi izdelavi pa uporabljajo samo ječmen. V hrastovih sodih se mora starati najmanj tri leta. Na trgu so tudi mešanice različnih vrst malt viskijev, ki jih imenujejo vatted malt whisky, a med ljubitelji niso posebno priljubljeni. Večina žganjarn uporablja tudi postopek hladne filtracije, zaradi katerega pijača v steklenici ni motna.
Single malt je začel postopoma postajati priljubljen zunaj Škotske po letu 1970, čeprav po svetu še vedno prodajo največ blended whiskyja.
Zaradi žganjarskih kotlov z daljšim vratom je single malt viski blažjega okusa, bolj tršati žganjarski kotli pa dajejo močnejši destilat. Pridelovalci se pri proizvodnji zelo držijo tradicije, zato tudi nove kotle izdelajo po natančni meri starega - z vsemi njegovimi pomanjkljivostmi, vdrtinami in zaplatami vred, pomembno vlogo pri izdelavi pa ima tudi tako imenovani žganjarski mojster, ki »svoj« viski dodobra pozna.
Tudi izbira vode naj bi bila tista, ki pomembno vpliva na okus posameznega viskija. Tako naj bi imela voda okus po podlagi preko katere teče, kar naj bi se prav tako odražalo na aromi viskija, v katerega jo dodajo. 

## Škotski viski

### Škotske pokrajine
Kadar Škoti govorijo o Škotskem višavju, s tem mislijo na severno tretjino Škotske. Vse, kar Evropejci povezujejo z imenom Škotska, od navad, jezikovnih posebnosti in škotskih vzorcev tekstila, je v glavnem s tega območja. Ob reki Spey, ki teče skozi Highland, leži danes tudi večina žganjarn na Škotskem. Tu ima viski skoraj sladek, nežen okus, ki ga še poudarjajo sadni podtoni.
V preteklosti je bilo največ žganjarn v regiji Campbeltown. Toda hiperproizvodnja in dvomljive poslovne poteze posameznih proizvajalcev so pripomogle, da je to območje postalo znano po povprečnih in cenenih vrstah viskija. Pridelava viskija na tem področju danes ne predstavlja praktično nobenega deleža.
Na otoku Islay, ki leži ob zahodni obali Škotske, nasproti Severne Irske, proizvajajo viskije, ki jih je zaradi močnega okusa mogoče zlahka prepoznati. Imajo rahel okus po soli in šoti.
Viskiji s škotskih otokov Skye, Mull, Jura in Orkney so polnega okusa in imajo priokus po dimu, v ustih pa so nekoliko oljnati.
Škotsko nižavje je območje z največ industrije na Škotskem, pa tudi območje, kjer živi največ prebivalstva. Tamkajšnji viskiji so primerni za mešanje in so po okusu podobni močnemu suhemu vinu.

### Škotskiblendedviskiji
- Ballantines
- Johnnie Walker
- Cutty Sark
- Famous Grouse
- Chivas Regal

### Škotskisingle maltviskiji
- The Macallan
- Glenfiddich
- Balvenie
- The Glenlivet
- Aberlour
- Oban
- Talisker
- Laphroaig
- Lagavulin
- Ardbeg
- Bruichladdich
- Bowmore
- Bunnahabhain
- Glengoyne
- Glenkinchie

## Irski viski
Irski viskiji so za razloček od škotskih prepoznavni po bolj sladkobnem okusu, kar je posledica načina sušenja skaljenega ječmena. Ječmen namreč sušijo tako, da namesto šote pod tlemi sušilnice kurijo premog, ki mu le občasno dodajo majhne količine šote. Poleg tega je večina irskih viskijev trikrat destilirana. Zadnja razlika med irskim in škotskim viskijem je v tem, da Irci uporabljajo precej večje kotle za destilacijo, kar vpliva na hitrost izparevanja.

### Irskiblendedviskiji
- Crested Ten
- Inishowen
- Jameson
- Midleton Very Rare
- Paddy
- Tullamore Dew
- John Power & Son

### Irskisingle maltviskiji
- Bushmills
  - Black Bush
- Connemara
- Locke's 8 Year Old
- Tyrconnell
- Red Breast

## Ameriški viski
V ZDA izdelujejo viski že skoraj tako dolgo kot na Škotskem ali Irskem, postopek izdelave in uvajanje novih tehnik pa je vodilo v razlike, ki so se odražale v novih vrstah viskijev, ki so jih poimenovali Bourbon, Sour mash, Tennessee Whisky,...

### Bourbon
Glavna značilnost bourbon viskijev je njihova sestava. V bourbon viskijih mora biti najmanj 51 % sladu iz koruze, preostali slad pa je lahko iz ene ali več vrst žita. Nekateri poznavalci so mnenja, da je domovina bourbona ameriška zvezna država Kentucky in, da se viskiji od drugod ne bi smeli imenovati s tem imenom. Kljub temu je bourbon dovoljeno poimenovati tudi viskije iz drugih delov ZDA, izven njenih meja pa tega imena ni dovoljeno uporabljati, ker je zaščiteno z listino kongresa iz leta 1964 .
Naslednja stvar, ki okarakterizira viski s tem imenom je staranje najmanj dve leti v novih sodih iz belega hrasta, ki dajo bourbon viskijem nezgrešljiv trpek priokus.

### Tennessee whisky
Ta vrsta ameriškega viskija je po okusu podobna bourbonu, le da je vsebnost koruznega sladu točno določena in mora biti med 51 in 80 %. Poleg tega viski stara v sodih druge vrste hrasta in ga je pred polnitvijo treba hladno filtrirati preko 1,5 m debele plasti javorovega oglja. Nekatere vrste tennessee viskijev so proizvedene iz t. i. sour mash sladu, ki ga fermentirajo nekoliko dlje, da postane kisel.

### Vrste ameriških viskijev
Med najbolj znane ameriške viskije sodijo:
- Jim Beam (Bourbon)
- Wild Turkey (Bourbon)
- Bernheim (Bourbon)
- Four Roses (Bourbon)
- Buffalo Trace (Bourbon)
- Labrot & Graham (Bourbon)
- Van Winkel (Bourbon)
- Jack Daniel's (Tennessee Whiskey (sour mash))
- George Dickel (Tennessee Whisky)
- Maker's Mark (Kentucky Straight Bourbon Whisky)

## Kanadski viski
Kanadski viskiji so po načinu izdelave bolj podobni ameriškim kot škotskim ali irskim. Najbolj znani pa so:
- Black Velvet
- Canadian Club
- Canadian Club Classic 12 Years
- Crown Royal
- Forty Creek Barrel Select
- Pendleton 10 Years
- Seagram’s Very Old 8 Years
- Tangle Ridge 10 Years
- Glen Breton Rare (Single Malt)
- Century Reserve
- Canadian Mist